# Філіпець Іван Петрович
Іван Петрович Філіпець (1 серпня 1924, с. Вовчинець, тепер Кельменецький район, Чернівецька область — 22 липня 2011, Чернівці) — український громадський та політичний діяч. Генерал-майор у відставці. Учасник німецько-радянської війни. Почесний голова Чернівецької обласної ради Організації ветеранів України, Почесний ветеран України.

## Біографія
І. П. Філіпець народився 1 серпня 1924 року в с. Вовчинець Хотинського повіту Бессарабії, нині Кельменецький район Чернівецької області. Учасник німецько-радянської війни, з якої повернувся інвалідом ІІ групи. У 1945—1950 роках працював у фінансових структурах Кельменецького та Герцаївського райвиконкомів, а наступних 34 роки — завідувачем Чернівецького  обласного фінансового управління. Депутат Чернівецької обласної ради багатьох скликань. Впродовж 1987—2006 років обирався заступником та головою Чернівецької обласної ради Організації ветеранів України. Нагороджений 8 орденами та 23 медалями, відзначений найвищою нагородою Організації ветеранів України «Почесний ветеран України». Помер 22 липня 2011 року.